# Geoffroys Täubchen
Geoffroys Täubchen (Paraclaravis geoffroyi, Syn.: Claravis geoffroyi, Claravis godefrida), auch Purpurbindentäubchen oder Spiegeltäubchen genannt, ist eine Art der Taubenvögel und gehört zur Unterfamilie der Amerikanischen Kleintauben.

## Erscheinungsbild
Geoffroys Täubchen erreicht eine Körperlänge von bis zu 23 Zentimetern. In Größe und Gestalt ähnelt Geoffroys Täubchen sehr dem zur gleichen Gattung gehörenden Blautäubchen. Ähnlich wie bei dieser Art besteht ein auffälliger Geschlechtsdimorphismus. Die Männchen haben ein insgesamt blaugraues Gefieder, während die Weibchen zimtbraun sind.
Beim Männchen sind Stirn, Gesicht und Brust weißlich blaugrau. Die Gefiederfärbung geht auf den Unterschwanzdecken in ein Weißgrau über. Die Körperoberseite ist etwas dunkler. Auffällig sind die drei Reihen metallisch-dunkler Flecken auf den Flügeln. Der Schnabel ist dunkelgrau. Die Füße sind rötlich. Das Weibchen ist auf der Körperoberseite zimtbraun. Die Fleckenreihen auf den Flügeln sind dunkler als bei den Weibchen der Blautäubchen. Die Körperunterseite ist etwas heller.

## Verbreitung und Lebensraum

Verbreitungsgebiet von Geoffroys Täubchen (grün)

Geoffroys Täubchen kommt im Südosten Brasiliens, im Osten Paraguays und im Norden Argentiniens vor. Der Lebensraum sind dichte Bestände der Bambusgattung Gadua in Wäldern der subtropischen Zone. Beobachtungen liegen aus dem Tiefland bis in Höhenlagen von 2300 Metern vor.

## Lebensweise
Geoffroys Täubchen ist ein Nahrungsspezialist, der überwiegend von den Samen der beiden Bambusarten Guadua chacoensis und Gadua trinii lebt. Wie bei vielen anderen Bambusarten blühen auch diese beiden Arten in sehr großen zeitlichen Abständen, dann aber in weiten Gebieten gleichzeitig. Geoffroys Täubchen ist deshalb gezwungen, nomadisch zu leben, was die Anstrengungen zum Erhalt dieser Art sehr erschwert. Über die Fortpflanzungsgewohnheiten von Geoffroys Täubchen ist nahezu nichts bekannt. Gesichert ist lediglich, dass das Gelege aus zwei cremeweißen Eiern besteht.

## Bestand und Gefährdung
Geoffroys Täubchen, das im 19. und zu Beginn des 20. Jahrhunderts noch verhältnismäßig häufig war, gilt mittlerweile im gesamten Verbreitungsgebiet als äußerst selten. Die IUCN schätzt den Bestand auf maximal 250 Individuen und klassifiziert die Art in die Kategorie „vom Aussterben bedroht“ (critically endangered). Als Ursache des Bestandsrückganges gilt die Rodung der Wälder, um Siedlungen und Plantagen anzulegen. Damit hat sich sowohl das Vorkommen der für diese Art notwendigen Bambusdickichte reduziert und die Distanz zwischen den einzelnen Bambusbeständen vergrößert. Die IUCN hält es für möglich, dass der Lebensraum mittlerweile so stark fragmentiert ist, dass diese Art nicht überleben kann.

## Belege